# Hermann von Goch
Hermann von Goch (* 14. Jahrhundert; † 7. Mai 1398 in Köln) war ein deutscher Kleriker und Geschäftsmann in Köln.

## Leben
Hermann von Goch entstammt vermutlich einem niederrheinischen Adelsgeschlecht. Seine Geburtsdaten sind bislang unbekannt ebenso wie Einzelheiten seines frühen Lebens. Erstmals wurde er 1373 als Kanoniker von Kaiserwerth schriftlich bezeugt. Dort wurde er Mitglied des Stadtrats und bald Vertrauter zahlreicher Adliger wie Kaiser Karls IV., der Herzöge von Jülich und Geldern, der Grafen von Berg und Moers, denen er in finanziellen Schwierigkeiten aushalf und somit ein beträchtliches Vermögen erwirtschaftete. 1378 wurde er Privatsekretär des Kölner Erzbischofs Friedrich III. von Saarwerden und sein Siegelbewahrer. Durch seine geschickte Geschäftsführung wurde er schnell zum größten Grundbesitzer Kölns, wo ihm mehr als 45 Häuser und Adelshöfe gehörten. Diese brachten ihm neben dem Grundbesitz weitere Rechte an landwirtschaftlichen Flächen, Braurechte und üppige Pachterträge ein. Das vom Erzbischof übertragene Gruitrecht verschaffte ihm zudem ein Monopol über die Brauereien des Bistums. Ebenfalls 1378 befreite Karl IV. Goch von allen Steuer- und Zollabgaben. 1381 erhielt er in Neuss und 1385 in Köln das Bürgerrecht. Hier nahm er die Kölner Kaufmannstochter Irmgard von der Kemenate zur Frau. Aus der Verbindung, für die er am 20. Oktober 1385 die Heiratserlaubnis durch den avignonesischen Papst Clemens VII. erlangte, gingen fünf Töchter hervor, die in lombardische Bankiers- und Kölner Kaufmannsfamilien einheirateten. Seine vier Söhne wurden Geistliche und mit reichen Pfründen ausgestattet. Papst Clemens VII. erbat Gochs Unterstützung gegen den Kölner Erzbischof Friedrich III., der auf der Seite des römischen Papstes Urban VI. stand. Nach der Neuordnung der Kölner Stadtverfassung 1396 und mit der Unterzeichnung des Verbundbriefes, auf Grund dessen der Rat seither durch die Zunftvertreter gewählt wurde, wuchsen Neid und Missgunst der Kölner Patrizier auf Gochs Reichtum und Einfluss. Sie strengten mehrere Prozesse gegen ihn an, in denen sie ihn wegen Unterschlagung und Verschwörung anklagten. Goch wurde 1393 und 1394 jeweils für ein halbes Jahr inhaftiert und nur gegen hohe Bußgeldzahlungen freigelassen. 1398 wurde Hermann von Goch zusammen mit weiteren Patriziern der Verschwörung angeklagt und von ihm unter Folter ein Geständnis erpresst. Am 7. Mai 1398 wurde er zusammen mit seinem Schwager Goswin von der Kemenate enthauptet.
Hermann von Gochs bei der Gefangennahme konfiszierte persönliche Habe befindet sich im Besitz des Kölnischen Stadtmuseums, und sein sehr ausführliches Tagebuch wurde im Historischen Archiv der Stadt Köln verwahrt.
Die Tochter Stina war seit 1392 verheiratet mit dem aus Italien zugewanderten Kölner Bürger Anton Vlegeti von Ast(i). Ihr Sohn Ludwig von Ast stieg zum kurpfälzischen Kanzler und zum erwählten Fürstbischof von Worms auf.